# Feritová paměť

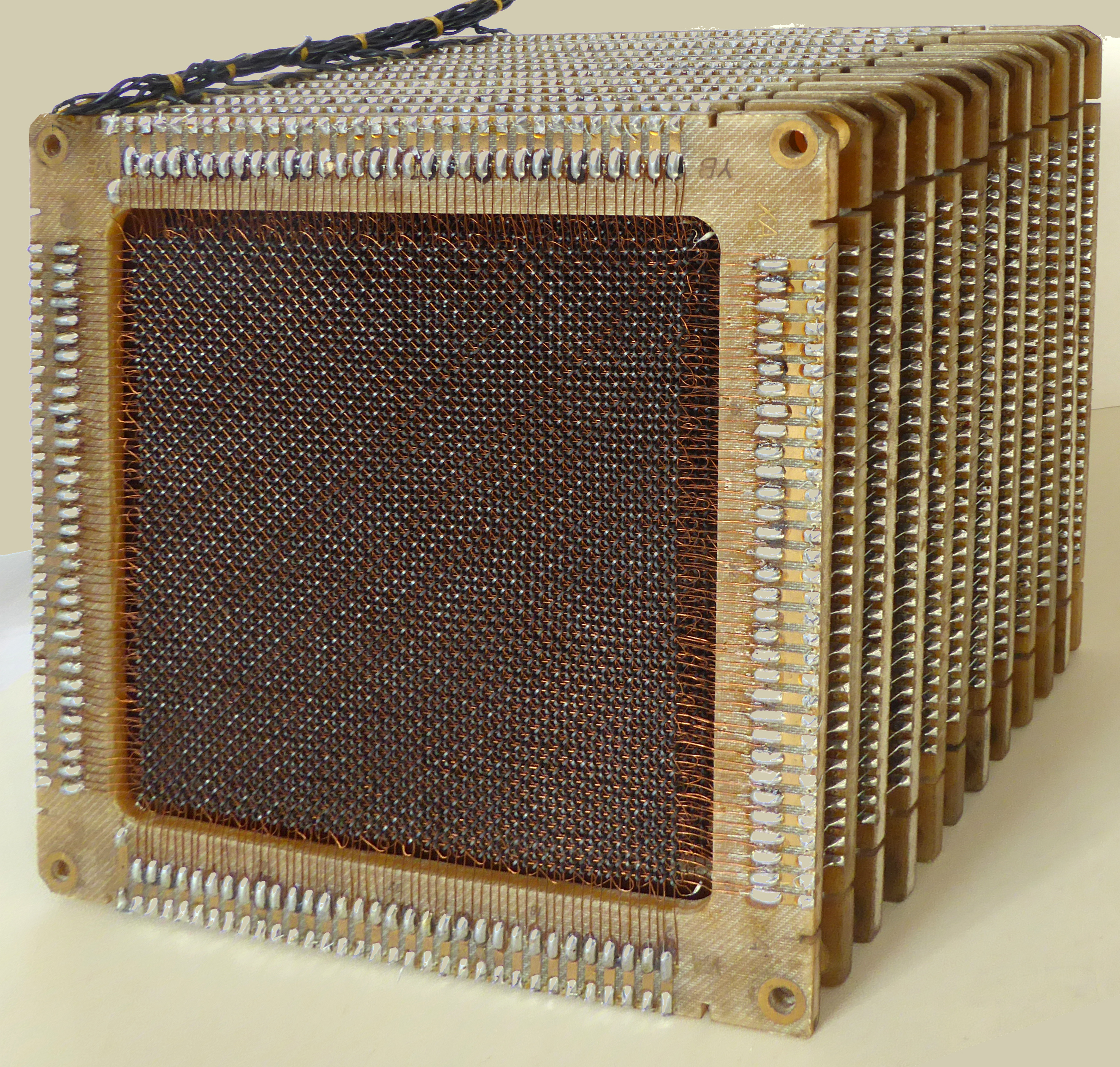
Feritová paměť 16×(32×32) bitů

Feritové paměti jsou založeny na vlastnosti některých keramických oxidů, zvaných ferity, patřících mezi tzv. magneticky tvrdé materiály. Tyto materiály mají schopnost podržet si po zmagnetování orientaci zbytkové, tzv. remanentní magnetizace až do přemagnetování do opačného směru.

## Princip funkce
V operačních pamětech počítačů se používá prstencových feritových jader ve tvaru toroidů, jejichž kruhovým otvorem procházejí čtyři vodiče X, Y, Z a S. Fyzikální podstata paměťové funkce feritových jader  vyplývá z jejich téměř pravoúhlé hysterezní křivky - viz obr. vlevo.
Pokud součet proudů Ix+Iy protékajících vodiči X a Y nabude hodnoty Im, schopné dosáhnout v jádře intenzity magnetického pole H větší, než je intenzita nasycení Hs (resp. -Hs), pak v závislosti na výchozím směru magnetické indukce B a na polaritě protékajících proudů může dojít k překlopení magnetizace do opačného směru. Oba alternativní směry toku magnetického pole reprezentují paměťové stavy 0 a 1.

## Paměťový cyklus
Každý přístup do paměťové buňky, ať už se jedná o přečtení jejího stávajícího logického stavu, či o záznam stavu nového, tvoří tzv. paměťový cyklus, který je složen z fáze čtení a fáze zápisu.

### Fáze čtení
Proces čtení lze ilustrovat na vedlejším obrázku. U vybraného (adresovaného) jádra protečou vodiči X a Y současně proudy téže (záporné) polarity o velikosti Ix=Iy= Im /2. Pokud bylo jádro ve stavu 1, jejich součet Ix+Iy= Im postačí na překlopení jádra do stavu 0. Při této skokové změně hodnoty magnetické indukce B je ve čtecím vodiči S indukován napěťový impuls Us. Zpoždění vrcholu tohoto impulsu tL proti náběžné hraně impulzu čtecího proudu se nazývá paměťová latence. Pokud bylo jádro ve stavu 0, magnetická indukce B se nezmění a žádný impuls generován nebude.
Důležité je, že bez ohledu na původní stav jádra výsledkem fáze čtení je překlopení adresovaného jádra do stavu 0. Jde tedy o operaci destruktivní, takže dříve, než se stav datového registru z jakéhokoli důvodu změní, pak v případě, že původní stav buňky byl 1, je nutné tento stav obnovit (znovu zapsat).    

### Fáze zápisu
Proces zápisu probíhá analogicky k fázi čtení, pouze s tím rozdílem, že v obou vodičích X a Y proteče proud Ix=Iy=Im/2 kladné polarity. Pokud by nebyl použit vodič Z (tzv. Inhibit), došlo by v této fázi v každém případě k překlopení adresovaného jádra do stavu 1. Jestliže však bude vodičem Z po dobu trvání impulzu protékat adresovaným jádrem proud Iz stejné velikosti jako proud protékající vodiči X a Y, ale opačné polarity, potom nebude součet proudů  Ix+Iy-Iz=Im/2 pro překlopení stačit. Jádro zůstane v logickém stavu 0.

## Uspořádání paměti
Pro realizaci základní jednotky počítače, pracující s operační pamětí w slov o délce k bitů, je zapotřebí w×k feritových jader, uspořádaných do řady vrstev, jejichž počet k odpovídá délce slova. Každá z těchto vrstev je tvořena čtvercovou sítí vzájemně propojených feritových jader, jejichž počet w je obvykle sudou mocninou dvou. Nejčastěji jde o 28=256, nebo 210=1024 jader.
Na obrázku vpravo je fotografie jedné z desek (vrstev) bloku feritové paměti, užité v 1024-kanálovém analyzátoru gama záření, vyrobeného koncem šedesátých let 20. stol. v Ústavu jaderného výzkumu ČSAV v Řeži (viz obrázek v úvodu článku). Desku dodala na zakázku ÚJV šumperská firma Pramet, která byla v tehdejší době jediným českým výrobcem součástek z magneticky měkkých i tvrdých feritů. Velikost ručně vypletených desek je 225×225mm. Vnější průměr každého ze 32×32=1024 feritových jader, která se ve vrstvě nacházejí, je 2mm. Jak je patrné z detailního pohledu přiloženou lupou, jsou jádra vzájemně propojena do maticové sítě, tvořené vodorovně a svisle protaženými vodiči X a Y, šikmo k nim pak vodiči Z a S. Schematicky je toto síťové propojení znázorněno na obrázku vlevo.

## Napojení na CPU
Adresa slova, které má být přečteno nebo zapsáno, je vložena z CPU počítače do adresového registru. Na dolním blokovém schématu je zobrazen desetibitový registr, logicky rozdělený na dvě pětibitové části, připojené k B-D (binárně dekadickým) konvertorům, které převádějí binární obsah adresového registru na dvojici čísel X a Y. Na průsečíku jim přiřazených vodičů leží v každé ze všech k vrstev paměťového bloku jádro, které odpovídá některému z k bitů (Dm) datového registru D, obsahujícího adresované slovo. Jednotka TG zajišťuje správnou délku a polaritu proudových impulzů v obou fázích paměťového cyklu. Délka generovaných impulzů je řádově jednotky mikrosekund.
Na blokovém schématu vlevo jsou prvky společné celému paměťovému modulu zobrazeny červeně, zatímco prvky patřící jen k jedné z vrstev jsou modré.
Jak vyplývá z popisu paměťového cyklu, je vodič S využíván jen k detekci přechodu buňky ze stavu 1 do stavu 0, tedy pouze ve fázi čtecí. Vodič Z je využíván k zákazu přechodu jádra ze stavu 0 do stavu 1, k němuž dochází naopak pouze ve fázi zápisu. Tím je umožněno využít pro obě funkce fyzicky jednoho a téhož vodiče. Snížení počtu vodičů ze 4 na 3 vede k tomu, že pracné vyplétání desky se výrazně zjednoduší. V takovém případě přibude v blokovém schématu zeleně označený obvod P, kterým se funkce společného vodiče Z/S mezi fází čtecí a fází zápisovou přepínají.

## Stručná historie
První úvahy o tom, jak využít pravoúhlou hysterezní smyčku některých ferromagnetických materiálů pro realizaci pamětí, se datují do roku 1945. Za autory této myšlenky jsou pokládání J. Presper Eckert a Jeffrey Chuan Chu z pensylvánské univerzity Moore School, kteří se v té době podíleli na utajovaném vývoji počítače ENIAC. První patent na zařízení, využívající paměťových vlastností feritových jader, byl udělen v roce 1947 dvěma americkým fyzikům čínského původu, kterými byli An Wang a Way-Dong Woo. Nejednalo se ještě o paměť v dnešním slova smyslu, ale o obvod zvaný posuvný registr, používající tehdy dvou feritových jader na jeden bit. Obvod je dosud vystaven v kalifornském Muzeu historie počítačů.
Použití feritových jader jako prvků operačních pamětí umožnily dva důležité vynálezy z roku 1951. Prvním bylo rozdělení přístupu do paměti na shora popsané fáze čtení a zápisu, jehož autorem byl již zmíněný An Wang. Druhým vynálezem klíčového významu, jehož držitelem se stal Jay Wright Forrester, byl koincidenční přístup k individuálním jádrům, založený na rozdělení magnetizačního proudu Im do shora zmíněných složek Im/2, protékajících vodiči X, Y a Z.
V roce 1953 let byla první prakticky použitelná feritová paměť o kapacitě (32×32) 16bitových slov s dobou přístupu 9μs instalována na počítači Whirlwind I, vyvinutém v MIT pro americké námořnictvo. Patent na tuto feritovou paměť získal zmíněný Jay Wright Forrester, a to na základě funkčního modelu, kterým byla matice 32 feritových jader Φ9mm.
Během dlouhého období mezi léty 1955 a 1975 byla feritová paměť v několika patentovaných (nebo patenty různě obcházejících) verzích používána v převážné většině vyráběných počítačů, mnohokanálových analyzátorů a v dalších elektronických zařízeních.